# Alí Larídžání
Alí Larídžání, plným jménem Alí Ardašír Larídžání (persky علی اردشیر آملی لاریجانی, narozen 3. června 1958 v Nadžafu) je íránský filosof a politik. Od 15. srpna 2005 do 20. října 2007 byl tajemníkem Nejvyšší rady národní bezpečnosti. V současné době je předsedou Islámského poradního shromáždění. Je synem velkého ajatolláha Hášema Ámolího. Napsal čtyři knihy o Kantovi.
V dubnu 2020 u něj byla potvrzena nákaza nemocí covid-19.